# Santiago Galindo
Santiago Galindo Pérez (Ciudad de México, 17 de enero de 1959-ib., 11 de julio de 2018) fue un productor de cine y televisión mexicano. La última producción en la que trabajó fue en la serie Hoy voy a cambiar, que contó el ascenso a la fama y las vicisitudes en la carrera de Lupita D'Alessio.

## Biografía
En 1996 ingresa a TV Azteca donde escribe y coproduce con Juan David Burns y Elisa Salinas Al norte del corazón, telenovela que marcó el debut de Anette Michel como actriz.
En 1999 creó una gran mancuerna con su primo Rubén Galindo con quien creó su primer éxito Al norte del corazón. Durante el mismo año, esta mancuerna se mudaría a Televisa y crearon el éxito para el público infantil Amy, la niña de la mochila azul, con Danna Paola.
Entre otros programas han producido los especiales El recuento de los daños: La Investigación y Gloria ¿de los Ángeles? sobre el caso Gloria Trevi y el Clan Trevi-Andrade, Día de perros, Iniciativa México (2011) y América celebra a Chespirito (2012).

### Productor ejecutivo
Santiago junto a su primo-hermano Rubén Galindo produjeron juntos los realitys shows más exitosos de Televisa como los siguientes:
- Bailando por un sueño (2005, 2014, 2017)
- Cantando por un sueño (2006)
- Reyes de la canción (2006)
- Bailando por la boda de mis sueños (2006)
- Cantando y Bailando por un sueño de Navidad (2006)
- Los 5 magníficos (2007)
- Buscando a Timbiriche: La Nueva Banda (2007)
- Campeonato Mundial de Bailando por un Sueño (2007, 2010)
- El show de los sueños (2008)
- Los reyes del show (Especial navideño) (2008)
- Hazme reír y serás millonario (2009)
- Me quiero enamorar (2009)
- Pequeños gigantes (2011-2012, 2018)
- Parodiando (2012-2013, 2015)
- Lo que más quieres (2013)
- Me pongo de pie (2015)

### Muerte
Santiago fue hallado muerto a bordo de su vehículo —un Kia Optima de color blanco— en la colonia Las Águilas de la Ciudad de México, donde inesperadamente se quitó la vida con un disparo de arma de fuego en la boca.
Sus familiares dijeron que la separación de Rubén y Santiago como productores en Televisa, les afectó por tantos años de trabajo, y, eso podría haber causado que se quitara la vida.

## Premios y nominaciones

### Ganador
- Premio TVyNovelas a la mejor serie hecha en México —junto a Rubén Galindo— por Hoy voy a cambiar (2018).

### Nominado
- Premio TVyNovelas al mejor reality show